# Градениго, Джованни
Джованни Градениго (итал. Giovanni Gradenigo, 1273 — 8 августа 1356, Венеция), по прозвищу Назон («Носатый»)  — 56-й дож Венеции с 21 апреля 1355. 
Сын Марино Градениго, брата дожа Пьетро Градениго. Был подеста в Каподистрии, Падуе и Тревизо. 21 апреля 1355, через несколько дней после казни Марино Фальера, был избран дожем. Имел репутацию человека сурового, но преданного республике; последнее достоинство, очевидно, способствовало его избранию. За своё краткое правление успел заключить мир с Генуей (1 июня 1355), наказать сообщников дожа-заговорщика Марино Фальери. В 1356 король Венгрии Людовик I Великий возобновил войну с Венецией за Далмацию, и вторгся во Фриуль.
В правление Джованни Градениго Венеция наладила дипломатические отношения с Золотой ордой и получила ярлык на порт Провато.

## Упоминание в литературе
В пьесе лорда Байрона «Марино Фальеро, дож венецианский» неоднократно упоминается дож Джованни Градениго, который сыграл (в этом произведении) значительную роль в подавлении заговора Марино Фальери.